# Даннок, Милдред
Милдред Даннок (англ. Mildred Dunnock, 25 января 1901 — 4 июля 1991) — американская актриса, номинантка на премию «Оскар» в 1952 и 1957 году.

## Биография
Милдред Даннок родилась 25 января 1901 года в Балтиморе, штат Мэриленд. Училась в Гаучер-колледже. Актёрской карьерой Даннок занялась уже в тридцатилетнем возрасте, а до этого была школьной учительницей. Первой её заметной бродвейской ролью стала школьная учительница в постановке «Кукуруза зелена». В 1945 году она дебютировала в кино в экранизации этой постановки, в которой она снималась вместе с Бетт Дейвис.
В 1940-е годы актриса в большей степени играла драматические роли в театре, в таких пьесах как «Другая часть леса» (1946) и «Смерть коммивояжера» (1948), роль Линды Ломан из которой, досталась ей и в киноверсии пьесы в 1951 году. В кино она также снялась в таких фильмах, как «Неприятности с Гарри» (1955), «Куколка» (1956), «История монахини» (1959) и «Сладкоголосая птица юности» и других.
Даннок дважды номинировалась на премию «Оскар» за роли в фильмах «Смерть коммивояжера» (1951) и «Куколка» (1956). Её последней работой в кино стал фильм «Специалист по съёму» (1987), где главную роль исполнил Роберт Дауни Мл..
Помимо её карьеры в театра и кино Милдред Даннок многократно появлялась на телевидении в различных телесериалах и шоу. За свой вклад в киноискусство она удостоена звезды на Голливудской аллее славы.
Актриса была замужем за Кейтом Урми с 1933 года до его смерти в 1991. У них было двое детей. Милдред Даннок умерла 5 июля 1991 году в городке Оук-Блаффс, штат Массачусетс, в возрасте 90 лет.

## Избранная фильмография
- Кукуруза зелена (1945) — Мисс Ронберри
- Поцелуй смерти (1947) — Мать Риззо
- Смерть коммивояжёра (1951) — Линда Ломан
- Я хочу тебя (1951) — Сара Грир
- Вива Сапата! (1952) — Сеньора Эспэхо
- Неприятности с Гарри (1955) — Миссис Уиггс
- Люби меня нежно (1956) — Марта Рено
- Куколка (1956) — Тётя Роуз Комфорт
- История монахини (1959) — Сестра Маргарита
- Баттерфилд, 8 (1960) — Миссис Уондроуз
- Сладкоголосая птица юности (1962) — Тётя Нонни
- Узри коня бледного (1964) — Пилар
- 7 женщин (1966) — Джейн Эрджент
- Что случилось с тетушкой Элис? (1969) — Эдна Тинсли
- Стрекоза (1976) — Мисс Бэрроу
- Специалист по съёму (1987) — Нелли